# L'École buissonnière (émission de télévision)
Pour les articles homonymes, voir L'École buissonnière.
L'École buissonnière est une émission de la télévision luxembourgeoise pour la jeunesse créée et présentée par Claude Robert, et diffusée chaque jeudi à 17 h, puis le mercredi après-midi de 16 h 30 à 18 h sur Télé-Luxembourg du 18 septembre 1955 au 25 juin 1979.

## Principe de l'émission
De très nombreuses séries pour la jeunesse et dessins animés sont passés en avant-première dans l'émission, dont certains n'ont jamais été diffusés sur les chaînes françaises.
Au cours de 1 000 émissions en 25 ans, Claude Robert a invité 35 000 élèves des classes du Luxembourg, de Belgique et de Lorraine à faire avec lui L'École buissonnière.  L'émission s'est arrêtée à la suite de son départ à la retraite en 1979 et remplacée à partir du 5 septembre 1979 par l'émission Citron Grenadine.

## Présentateurs
- Claude Robert
- Jean-Luc Bertrand

L'émission a été coanimée par les speakerines de la station :
- Odette Paris
- Nicole Lauroy
- Josiane Chen
- Claudine Pelletier (partie avec son mari Marc Ollinger pour faire du théâtre à Luxembourg)
- Michèle Etzel
- Marylène Bergmann à partir de 1977.

## Générique
Le générique de l'émission a été, au moins à partir de 1958, le générique du film Tom Pouce.

## Séries diffusées
- Fusée XL5
- Capitaine Scarlet
- Escadrille sous-marine
- Les Galapiats
- Les Sentinelles de l'air
- Robin des Bois
- Zorro
- Richard Cœur de Lion

#### Audio
- Extrait du générique de l'émission.